# جون هدسون (سياسي)
جون هدسون هو مخرج وسياسي كندي، ولد في 25 يناير 1962 في كندا. حزبياً، نشط في Alberta Party ‏.